# 蘇里南石鈎鯰
蘇里南石鈎鯰，為輻鰭魚綱鯰形目甲鯰科的其中一種，為熱帶淡水魚，分布於南美洲蘇利南Gran Rio河流域，體長可達4.1公分，棲息在礫石底質底層水域，生活習性不明。
种名 surinamensis 意为“苏里南的”。